# بيتر ديكين
بيتر ديكين (بالإنجليزية: Peter Deakin)‏ (25 مارس 1938 في المملكة المتحدة - ) هو لاعب كرة قدم بريطاني في مركز مهاجم داخلي. لعب مع بولتون واندررز ونادي برينتفورد ونادي بيتربورو يونايتد ونونيتون بورو ‏ ونادي برادفورد بارك أفنيو.

## وصلات خارجية
- بيتر ديكين على موقع قاعدة بيانات كرة القدم.إي يو (الإنجليزية)